# 34-es busz (Szolnok)
A szolnoki 34-es busz a Hild Viktor utca és a Vegyiművek között jár. A vonalat a Volánbusz üzemelteti.

## Története
Miután az 1880-as évek végén a lakótelepről a város külső részeire egyre többen mentek dolgozni, a Jászkun Volán elindította a 34-es járatcsaládot. Ennek részeként jött létre a 34-es busz. Ez a járat a Hild Viktor utcát köti össze a Vegyiművekkel, így e két végpont közt közvetlen tömegközlekedési kapcsolat jött létre. A járat érinti az Ipari Parkot is. 

## Járművek
A vonalon csuklós és szóló járművek járnak egyaránt.

## Közlekedése
Munkanapokon sűrűbben, míg hétvégén napi 2-2 indulása van.

### Megállóhelyei
- Hild Viktor utca
- Lovas István u.
- Aranyi S. U.
- Malom u.
- Városi Kollégium
- Mentőállomás
- Szántó krt.
- Mikes u.
- Interspar
- Jubileum tér
- Bajcsy-Zsilinszky u.
- Bán u.
- Temető
- Logisztikai Park
- Megyei kórház
- Cukorgyári ltp.
- Mc Hale Hungária KFT.
- Agroker bejárati út
- Paprika utca (Unisil)
- Vegyiművek ltp.
- Tüzép
- Ipari Park (Bsm)
- Tüzép
- Vegyiművek

Egyes járatok az Alcsi MG Rt érintésével jár.
A 16:43-kor induló járat nem érinti az Ipari Parkot.